# بادج روجرز
بادج روجرز (بالإنجليزية: Budge Rogers)‏ هو لاعب اتحاد الرغبي بريطاني، ولد في 20 يونيو 1939 في بيدفورد في المملكة المتحدة.

## وصلات خارجية
- بادج روجرز عل موقع إسبنسكروم (الإنجليزية)